# Сигнал Хил (Калифорнија)
Сигнал Хил (енгл. Signal Hill) град је у америчкој савезној држави Калифорнија. По попису становништва из 2010. у њему је живело 11.016 становника.

## Демографија
Према попису становништва из 2010. у граду је живело 11.016 становника, што је 1.683 (18,0%) становника више него 2000. године.
| Група             | 2000.         | 2010.         |
| Белци             | 3.340 (35,8%) | 3.340 (30,3%) |
| Афроамериканци    | 1.212 (13,0%) | 1.502 (13,6%) |
| Азијати           | 1.539 (16,5%) | 2.245 (20,4%) |
| Хиспаноамериканци | 2.707 (29,0%) | 3.472 (31,5%) |
| Укупно            | 9.333         | 11.016        |